# Lil Pump (album)
 (septembre 2018).
Si vous disposez d'ouvrages ou d'articles de référence ou si vous connaissez des sites web de qualité traitant du thème abordé ici, merci de compléter l'article en donnant les références utiles à sa vérifiabilité et en les liant à la section « Notes et références ».
Cet article concerne le premier album de Lil Pump. Pour le rappeur, voir Lil Pump.
Singles
1. Boss
Sortie : 6 juin 2017
2. Flex Like Ouu
Sortie : 9 juin 2017
3. D Rose
Sortie : 9 juin 2017
4. Molly
Sortie : 7 juillet 2017
5. Gucci Gang
Sortie : 31 août 2017
6. crazy
Sortie : 6 juin 2017
7. back ft Lil Yachty
Sortie : 12 juillet 2017

Lil Pump (stylisé en L I L P U M P) est le premier album du rappeur américain Lil Pump sorti le 6 octobre 2017 sur le label Tha Lights Global et Warner Bros. Records. 
Dans cet album, il a collaboré avec des artistes tels que Smokepurpp, Lil Yachty, Chief Keef, Gucci Mane, 2 Chainz et Rick Ross. Le 2 décembre 2017, la chanson Gucci Gang a été classé 3e par le Billboard 200. Selon la mesure d'unité d'équivalence de vente d'album incluant l'écoute numérique (TEA), l'album a récolté dès sa première semaine de sortie 45 000 exemplaires vendus.

## Liste des titres
| 1.    | What U Sayin' (featuring Smokepurpp)           | 2:20 |
| 2.    | Gucci Gang                                     | 2:04 |
| 3.    | Smoke My Dope (featuring Smokepurpp)           | 2:15 |
| 4.    | Crazy                                          | 2:05 |
| 5.    | Back (featuring Lil Yachty)                    | 3:17 |
| 6.    | D Rose                                         | 2:15 |
| 7.    | At the Door                                    | 2:03 |
| 8.    | Youngest Flexer (featuring Gucci Mane)         | 3:19 |
| 9.    | Foreign                                        | 1:52 |
| 10.   | Whitney (featuring Chief Keef)                 | 3:12 |
| 11.   | Molly                                          | 2:02 |
| 12.   | Iced Out (featuring 2 Chainz)                  | 3:12 |
| 13.   | Boss                                           | 1:46 |
| 14.   | Flex Like Ouu                                  | 1:48 |
| 15.   | Pinky Ring (featuring Smokepurpp et Rick Ross) | 3:12 |
| 36:42 |                                                |      |